# 巴基斯坦人名
巴基斯坦人名由教名、名字、姓氏组成，顺序不定。巴基斯坦的名字因民族和口语而异。
教名都是阿拉伯人名，常见的有赛义德（Syed）、穆罕默德（Muhammad）、艾哈迈德（Ahmad）等。个人名常常来自阿拉伯语和波斯语。姓氏可能沿用印度教种姓姓氏，也可能仅仅是源自尊称的汗（Khan），沙阿（Shah）等。需要注意的是，巴基斯坦女子不缀教名，而是在名字和姓氏之间插入一些尊称，如Begum（已婚女性）、Bibi、Khanom、Sultana、Khatoon等。
巴基斯坦人的姓氏不具有严格的家族传承性，子承父姓并非必须，也可以沿袭父名。因此，通过巴基斯坦人的姓名辨识其家庭关系是十分困难的事情。在巴基斯坦提到人物名時一般以姓氏和家族名為主。

## 名字
自穆斯林征服印度河谷以来，巴基斯坦大部分人名都来自波斯语、阿拉伯语和土耳其语。儿童出生时可能会取一到两个或罕见的三个名字。如果一个巴基斯坦人有多个名字，则其中一个名字会被作为最常用的名字。一般对于男性而言，如果他有多个名字的话，会选择“穆罕默德”（伊斯兰教先知的名字）作为首选名字。由于这种做法普遍存在，这个名字通常不被用以称呼。“阿里”是巴基斯坦男性第二常见的名字。女性通常最多只有两个名字。

## 姓氏
与西方国家以及其他具有欧洲影响力的国家的做法不同，在巴基斯坦没有一种方式可以写出全名。最流行的惯例是在一个人的名字后面加上父亲的名字。通常，如果一个人有多个名字，他的全名只包括他的名字。另一个惯例是在某人的名字前面加上一个头衔，这个头衔通常与他的部落血统有关。由于受到西方的影响，给名后附加头衔而不是在名前附加头衔变得越来越普遍。一个值得注意的例外是汗，这个在普什图人名中很常见的头衔，它总是被附加在名字后面而不是在名字前面上。賽義德、谢赫、哈瓦贾、帕夏、米尔扎等数个头衔在巴基斯坦以及其他穆斯林国家很常见。不太常见的是，部落名称本身会附加到人的名字之后。对于女性来说，部落的名字或头衔很少出现在这个人的全名中（尽管由于西方的影响，这种情况越来越普遍）。相反，她的全名将只由她的名字组成，如果只有一个名字，则会加上她父亲最爱叫她的名字。婚后，她的全名将由她最为熟知的名字加上丈夫最为熟知的名字组成。在官方文件中，一个人的身份是通过同时列出他的全名（无论写法如何）和父亲的名字来确定的。对于已婚妇女，可以使用丈夫的名字而不是父亲的名字。 这种命名惯例的问题是很难追溯到家族的根源。许多穆斯林已经在西方世界定居下来，这一命名惯例造成了一些问题，因为父亲的姓氏与子女不同。

### 敬称
- 阿卜罗
- 阿訇
- 阿尔巴卜
- 巴巴
- 巴布
- 贝格
- 別姬
- 德万
- 阿凡提
- 埃米爾
- 法乌杰达尔
- 贾姆
- 汉
- 汗·巴哈杜尔
- 汗·萨西卜
- 可敦
- 马赫杜姆
- 馬利克
- 马克苏德
- 米尔
- 穆拉
- 納瓦卜
- 帕迪沙
- 库雷希
- 卡农戈·谢赫
- 赖斯
- 拉者
- 拉纳
- 拉瓦尔
- 萨西卜
- 萨拉万
- 萨尔达尔
- 沙阿
- 谢赫
- 谢里夫
- 苏姆罗
- 苏巴赫达尔
- 苏丹
- 苏丹娜
- 賽義德
- 图曼达尔
- 烏斯塔德
- 維齊爾
- 瓦利

### 前缀
- 哈只，前往麥加完成朝圣的人
- 埃米爾，通常表示赛义德和/或具有皇室血统的人

### 后缀
- -i，常用于姓氏的后缀
- -zai，常用于普什图姓氏后缀，表后裔之意
- -nia，“殿下”
- -bakhsh，"被授予的"
- -dad ，“被赋予的”